# Блуи
„Блуи“ (на английски: Bluey) е австралийски анимационен сериал за деца в предучилищна възраст, който се излъчва премиерно на 1 октомври 2018 г. по ABC Kids. Сериалът е създаден от Джо Бръм. Той е поръчан от Australian Broadcasting Corporation и British Broadcasting Corporation, докато BBC Studios притежава глобалните права за разпространение и мърчандайзинг. Сериалът е излъчен премиерно по Disney Junior в Съединените щати и е пуснат в световен мащаб от стрийминг услугата Дисни+.

## Актьорски състав
Детските герои на сериала са озвучени от децата от продуцентския екип на сериала, и не са кредитирани като озвучители.

## В България
В България сериалът започва излъчване и по локалната версия на Disney Junior през 2022 г. с нахсинхронен дублаж на Доли Медия Студио. В дублажа участват Константин Лунгов и Боряна Йорданова.
От 16 май 2025 г. започна излъчване по БНТ 1 с разписание от понеделник до петък в 14:15 часа и петък от 15:00 часа. Дублажът на Доли Медия Студио е използван за излъчването на сериала в ефира на обществената телевизия.